# هوراس ميريك
هوراس ميريك (21 ديسمبر 1887 ببرستل في المملكة المتحدة - 16 أغسطس 1961) (بالإنجليزية: Horace Merrick)‏ هو لاعب كريكت بريطاني (وحمل سابقاً جنسية المملكة المتحدة لبريطانيا العظمى وأيرلندا). لعب مع نادي مقاطعة غلوستر للكريكت ‏.

## وصلات خارجية
- هوراس ميريك على موقع إي آس بي آن كريك إنفو (الإنجليزية)